# Johannes Gloël
Johannes Eduard Gloël (* 22. April 1857 in Körbelitz; † 16. Juni 1891 in Erlangen) war ein deutscher evangelischer Geistlicher und Hochschullehrer.

## Leben
Johannes Eduard Gloël war der Sohn des Pastors und späteren Superintendenten Johann Friedrich Gloël und dessen Ehefrau Anne, Tochter des Superintendenten Heinrich Rathmann (1802–1857). Von seinen Geschwistern sind namentlich bekannt:
- Heinrich Gloël, Goetheforscher;
- Anna Gloël (* 1870; † 1935), verheiratet mit Johannes Gottfried Glöckner (1861–1932), Superintendent.

Er erhielt anfangs im elterlichen Haus Privatunterricht und besuchte von 1869 bis 1872 das Domgymnasium und dann, gemeinsam mit seinem Bruder Heinrich Gloël, bis 1875 das Pädagogium des Klosters Unser Lieben Frauen in Magdeburg.
Ende 1875 immatrikulierte er sich an der Universität Halle und begann ein Theologie-, Philosophie- und Geschichtsstudium; im Juni 1879 bestand er in Halle das Kandidatenexamen.
Von 1879 bis 1881 war er als Hauslehrer beim Grafen Limburg-Stirum in Groß Peterwitz in Schlesien angestellt, in dieser Zeit bestand er im März 1880 das Predigerexamen in Halle und im Oktober 1881 das Amtsexamen in Magdeburg. Im November 1881 wurde er Mitglied des Domkandidatenstifts in Berlin und setzte als Stipendiat der Lutherdenkmalstiftung Worms seine Studien in Berlin fort.
Einige Wochen war er 1882 als Schlossprediger des Fürsten Reuß-Köstritz in Ernstbrunn bei Wien tätig
Am 21. April 1882 wurde er Domhilfsprediger und Adjunkt und am 1. April 1883 Inspektor am Domkandidatenstift. Am 22. April 1884 wurde er Inspektor des Schlesischen Konvikts in Halle.
Am 15. März 1886 promovierte er mit seiner Dissertation Der Geist in seiner Bedeutung für die Heilsverkündigung des Paulus, die unter dem Titel Der Stand im Fleische nach paulinischem Zeugnis gedruckt wurde, zum Lic. theol. und erhielt seine Habilitation in Halle; zugleich wurde er Privatdozent für das Fach Neues Testament an der Theologischen Fakultät der Universität Halle.
1888 erfolgte seine Berufung zum außerordentlichen Professor an der Universität Erlangen und seit dem 1. Oktober 1888 war er ordentlicher Professor für Einleitende Wissenschaften und Neutestamentliche Exegese an der Universität tätig. Einer seiner Studenten war der spätere Religionswissenschaftler Rudolf Otto.
Johannes Eduard Gloël war seit 1888 mit Rosalie (geb. Ziegler) verheiratet, gemeinsam hatten sie zwei Kinder, von diesen sind namentlich bekannt:
- Johannes Gloël (* 14. Dezember 1891 in Erlangen; † 25. Juni 1959 ebenda), Pfarrer, verheiratet mit Anna (* 4. Oktober 1899 in Buchbrunn; † 3. Juli 1989 in Erlangen), Tochter von Pfarrer Erich Wilhelm Hermann Erhard.

### Schriftstellerisches Wirken
Eindrücke von einer Reise mit Studenten in die Niederlande legte er 1885 in seiner Schrift Hollands kirchliches Leben nieder. Als er in Erlangen war, publizierte er Der Heilige Geist in der Heilsverkündung des Paulus und beteiligte sich auch mit Die jüngste Kritik des Galaterbriefes auf ihre Berechtigung geprüft an einer Kontroverse um die Echtheit des Galaterbriefes.

## Ehrungen und Auszeichnungen
- Die Theologische Fakultät der Universität Greifswald ernannte Johannes Eduard Gloël zum Dr. theol. h. c.

## Schriften (Auswahl)
- Hollands kirchliches Leben, Bericht über eine im Auftrag des königlichen Domkandidatenstiftes zu Berlin unternommene Studienreise nach Holland. Wittenberg: R. Herrosé, 1885.
- Der Stand im Fleisch nach paulinischem Zeugnis. Halle 1886.
- Der Heilige Geist in der Heilsverkündigung des Paulus: eine biblisch-theologische Untersuchung. Halle: Max Niemeyer, 1888.
- Die jüngste Kritik des Galaterbriefes. Erlangen: Andr. Deichert, 1890.